# Campeonato Europeu de Halterofilismo de 1970
O 49º Campeonato Europeu de Halterofilismo foi organizado pela Federação Europeia de Halterofilismo em Szombathely, na Hungria entre 20 a 28 de junho de 1970. Foram disputadas 9 categorias com a presença de 137 halterofilistas de 21 nacionalidades.

## Medalhistas
| Evento                       | Ouro                                     | Ouro              | Prata                                    | Prata             | Bronze                              | Bronze            |
| Mosca (até 52 kg)            | Mosca (até 52 kg)                        | Mosca (até 52 kg) | Mosca (até 52 kg)                        | Mosca (até 52 kg) | Mosca (até 52 kg)                   | Mosca (até 52 kg) |
| ---------------------------- | ---------------------------------------- | ----------------- | ---------------------------------------- | ----------------- | ----------------------------------- | ----------------- |
| Desenvolvimento militar      | Vladislav Krishchishin · União Soviética | 112,5 kg          | Sándor Holczreiter · Hungria             | 110,0 kg          | Zygmunt Smalcerz · Polónia          | 105,0 kg          |
| Arranque                     | Vladimir Smetanin · União Soviética      | 100,0 kg          | Vladislav Krishchishin · União Soviética | 97,5 kg           | Zygmunt Smalcerz · Polónia          | 92,5 kg           |
| Arremesso                    | Vladislav Krishchishin · União Soviética | 130,0 kg          | Vladimir Smetanin · União Soviética      | 125,0 kg          | Sándor Holczreiter · Hungria        | 125,0 kg          |
| Total                        | Vladislav Krishchishin · União Soviética | 340,0 kg          | Sándor Holczreiter · Hungria             | 327,5 kg          | Vladimir Smetanin · União Soviética | 325,0 kg          |
| Galo (até 56 kg)             |                                          |                   |                                          |                   |                                     |                   |
| Desenvolvimento militar      | Imre Földi · Hungria                     | 127,5 kg          | Rafail Belenkov · União Soviética        | 112,5 kg          | Atanas Kirov · Bulgária             | 112,5 kg          |
| Arranque                     | Mieczysław Nowak · Polónia               | 110,0 kg          | Walter Szołtysek · Polónia               | 107,5 kg          | Karel Prohl · Tchecoslováquia       | 107,5 kg          |
| Arremesso                    | Mieczysław Nowak · Polónia               | 142,5 kg          | Imre Földi · Hungria                     | 140,0 kg          | Walter Szołtysek · Polónia          | 135,0 kg          |
| Total                        | Imre Földi · Hungria                     | 372,5 kg          | Mieczysław Nowak · Polónia               | 362,5 kg          | Walter Szołtysek · Polónia          | 352,5 kg          |
| Pena (até 60 kg)             |                                          |                   |                                          |                   |                                     |                   |
| Desenvolvimento militar      | Mladen Kuchev · Bulgária                 | 132,5 kg          | Janos Benedek · Hungria                  | 120,0 kg          | Heinz Becker · Alemanha Oriental    | 120,0 kg          |
| Arranque                     | Jan Wojnowski · Polónia                  | 120,0 kg          | Janos Benedek · Hungria                  | 115,0 kg          | Mladen Kuchev · Bulgária            | 107,5 kg          |
| Arremesso                    | Henryk Trębicki · Polónia                | 145,0 kg          | Giuseppe Tanti · Itália                  | 142,5 kg          | Mladen Kuchev · Bulgária            | 142,5 kg          |
| Total                        | Mladen Kuchev · Bulgária                 | 382,5 kg          | Jan Wojnowski · Polónia                  | 377,5 kg          | Janos Benedek · Hungria             | 375,0 kg          |
| Leve (até 67,5 kg)           |                                          |                   |                                          |                   |                                     |                   |
| Desenvolvimento militar      | János Bagócs · Hungria                   | 140,0 kg          | Zbigniew Kaczmarek · Polónia             | 140,0 kg          | Waldemar Baszanowski · Polónia      | 140,0 kg          |
| Arranque                     | Ondrej Hekel · Tchecoslováquia           | 130,0 kg          | Waldemar Baszanowski · Polónia           | 130,0 kg          | János Bagócs · Hungria              | 125,0 kg          |
| Arremesso                    | János Bagócs · Hungria                   | 167,5 kg          | Zbigniew Kaczmarek · Polónia             | 165,0 kg          | Waldemar Baszanowski · Polónia      | 162,5 kg          |
| Total                        | János Bagócs · Hungria                   | 432,5 kg          | Waldemar Baszanowski · Polónia           | 432,5 kg          | Zbigniew Kaczmarek · Polónia        | 427,5 kg          |
| Médio (até 75 kg)            |                                          |                   |                                          |                   |                                     |                   |
| Desenvolvimento militar      | Viktor Kurentsov · União Soviética       | 152,5 kg          | Werner Dittrich · Alemanha Oriental      | 150,0 kg          | Albert Huser · Alemanha Ocidental   | 145,0 kg          |
| Arranque                     | Viktor Kurentsov · União Soviética       | 137,5 kg          | Werner Dittrich · Alemanha Oriental      | 135,0 kg          | Yevgeny Smirnov · União Soviética   | 135,0 kg          |
| Arremesso                    | Gábor Szarvas · Hungria                  | 177,5 kg          | Viktor Kurentsov · União Soviética       | 175,0 kg          | Yordan Bikov · Bulgária             | 165,0 kg          |
| Total                        | Viktor Kurentsov · União Soviética       | 465,0 kg          | Gábor Szarvas · Hungria                  | 452,5 kg          | Yevgeny Smirnov · União Soviética   | 445,0 kg          |
| Pesado-ligeiro (até 82,5 kg) |                                          |                   |                                          |                   |                                     |                   |
| Desenvolvimento militar      | Gennady Ivanchenko · União Soviética     | 162,5 kg          | Hans Bettembourg · Suécia                | 162,5 kg          | Norbert Ozimek · Polónia            | 157,5 kg          |
| Arranque                     | Norbert Ozimek · Polónia                 | 147,5 kg          | Gennady Ivanchenko · União Soviética     | 140,0 kg          | Stefan Sochanski · Polónia          | 140,0 kg          |
| Arremesso                    | Gennady Ivanchenko · União Soviética     | 185,0 kg          | Juhani Avellan · Finlândia               | 185,0 kg          | György Horváth · Hungria            | 182,5 kg          |
| Total                        | Gennady Ivanchenko · União Soviética     | 487,5 kg          | György Horváth · Hungria                 | 472,5 kg          | Stefan Sochanski · Polónia          | 465,0 kg          |
| Meio-pesado (até 90 kg)      |                                          |                   |                                          |                   |                                     |                   |
| Desenvolvimento militar      | Karl Arnold · Alemanha Oriental          | 177,5 kg          | Bo Johansson · Suécia                    | 177,5 kg          | Kaarlo Kangasniemi · Finlândia      | 177,5 kg          |
| Arranque                     | Kaarlo Kangasniemi · Finlândia           | 160,0 kg          | Bo Johansson · Suécia                    | 157,5 kg          | Vasily Kolotov · União Soviética    | 157,5 kg          |
| Arremesso                    | Vasily Kolotov · União Soviética         | 200,0 kg          | Pierre Gourrier · França                 | 192,5 kg          | Kaarlo Kangasniemi · Finlândia      | 192,5 kg          |
| Total                        | Kaarlo Kangasniemi · Finlândia           | 530,0 kg          | Vasily Kolotov · União Soviética         | 527,5 kg          | Bo Johansson · Suécia               | 525,0 kg          |
| Pesado (até 110 kg)          |                                          |                   |                                          |                   |                                     |                   |
| Desenvolvimento militar      | Jaan Talts · União Soviética             | 195,0 kg          | Aleksandar Kraychev · Bulgária           | 180,0 kg          | Günther Wu · Alemanha Ocidental     | 180,0 kg          |
| Arranque                     | Kauko Kangasniemi · Finlândia            | 160,0 kg          | Mauno Lindroos · Finlândia               | 155,0 kg          | Jaan Talts · União Soviética        | 152,5 kg          |
| Arremesso                    | Jaan Talts · União Soviética             | 215,0 kg          | Aleksandar Kraychev · Bulgária           | 195,0 kg          | Mauno Lindroos · Finlândia          | 192,5 kg          |
| Total                        | Jaan Talts · União Soviética             | 562,5 kg          | Aleksandar Kraychev · Bulgária           | 525,0 kg          | Janos Hanzlik · Hungria             | 517,5 kg          |
| Super pesado (+ 110 kg)      |                                          |                   |                                          |                   |                                     |                   |
| Desenvolvimento militar      | Vasily Alekseyev · União Soviética       | 217,5 kg          | Manfred Rieger · Alemanha Oriental       | 192,5 kg          | Kalevi Lahdenranta · Finlândia      | 192,5 kg          |
| Arranque                     | Kalevi Lahdenranta · Finlândia           | 172,5 kg          | Vasily Alekseyev · União Soviética       | 170,0 kg          | Manfred Rieger · Alemanha Oriental  | 162,5 kg          |
| Arremesso                    | Vasily Alekseyev · União Soviética       | 225,0 kg          | Kalevi Lahdenranta · Finlândia           | 212,5 kg          | Manfred Rieger · Alemanha Oriental  | 210,0 kg          |
| Total                        | Vasily Alekseyev · União Soviética       | 612,5 kg          | Kalevi Lahdenranta · Finlândia           | 577,5 kg          | Manfred Rieger · Alemanha Oriental  | 565,0 kg          |

## Quadro de medalhas
Quadro de medalhas no total combinado
| Ordem | País              | Medalha de ouro | Medalha de prata | Medalha de bronze | Total |
| ----- | ----------------- | --------------- | ---------------- | ----------------- | ----- |
| 1     | União Soviética   | 5               | 1                | 2                 | 8     |
| 2     | Hungria           | 2               | 3                | 2                 | 7     |
| 3     | Bulgária          | 1               | 1                | 0                 | 2     |
| 3     | Finlândia         | 1               | 1                | 0                 | 2     |
| 5     | Polónia           | 0               | 3                | 3                 | 6     |
| 6     | Alemanha Oriental | 0               | 0                | 1                 | 1     |
| 6     | Suécia            | 0               | 0                | 1                 | 1     |
| Total | Total             | 9               | 9                | 9                 | 27    |